# 세르톨리라이디히세포종양

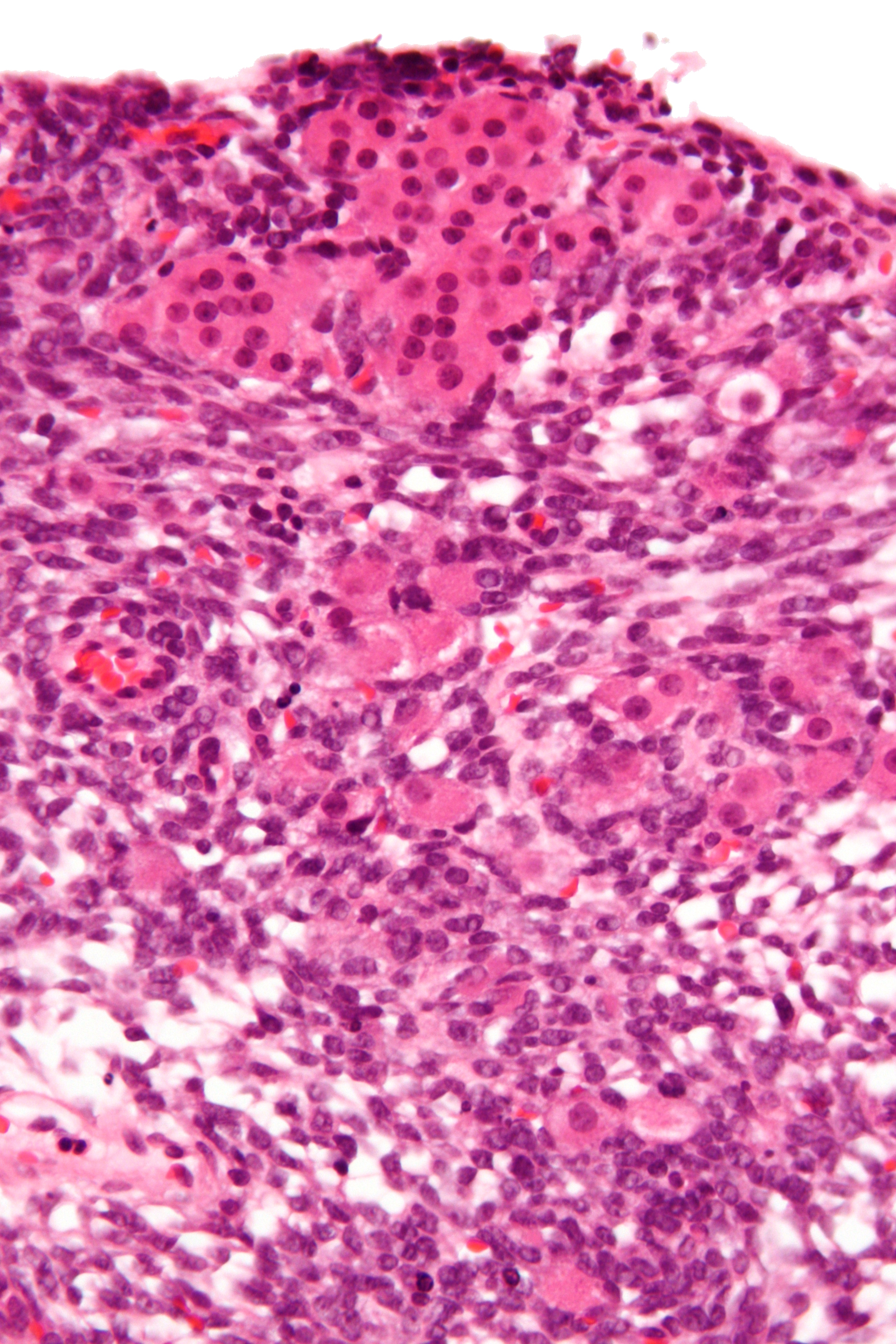

세르톨리라이디히세포종양(Sertoli–Leydig cell tumour)은 다양한 비율의 세르톨리 세포, 라이디히 세포, 그리고 중간 및 저분화 신생물의 경우 원시 생식선 기질 및 때로는 이종 요소로 구성된 종양 그룹이다.
세르톨리라이디히세포종양(성삭기질종양)은 테스토스테론을 분비하는 난소 종양이며 난소암과 고환암의 성삭 기질 종양 그룹의 일부이다. 이 종양은 성인 초기에 발생하며(신생아에서는 보이지 않음) 희귀종양이며 고환 종양의 1% 미만을 차지한다. 이 종양은 모든 연령에서 발생할 수 있지만 젊은 성인에서 가장 자주 발생한다. 최근 연구에 따르면 난소의 세르톨리라이디히세포종양의 많은 경우가 DICER1 유전자의 생식계열 돌연변이에 의해 발생하는 것으로 나타났다. 이러한 유전 사례는 더 젊은 경향이 있고 종종 다결절 갑상선 갑상선종이 있으며 흉막모세포종, 윌름스 종양 및 자궁경부 횡문근 육종과 같은 다른 희귀 종양의 개인 또는 가족력이 있을 수 있다.

## 같이 보기
- 라이디히세포종양
- 세르톨리세포종양